# فوتس ووكر
فوتس ووكر (بالإنجليزية: Foots Walker)‏ مواليد 21 مايو 1951 في قرية ساوتهمبتون، هو لاعب كرة سلة أمريكي سابق بدأ مسيرته الاحترافية في سنة 1974. تم اختياره من قبل فريق كليفلاند كافالييرز خلال الدرافت. يبلغ طوله 6 قدم 0 بوصة (1.8 م). اعتزل اللعب في 1984. أحرز خلال مسيرته في الإن بي إيه 4199 نقطة بمعدل 6.4 نقاط في المباراة الواحدة.

## روابط خارجية
- فوتس ووكر على موقع إن بي أي (الإنجليزية)
- فوتس ووكر على موقع سبورتس رفرنس (الإنجليزية)
- فوتس ووكر على موقع ريلجم (الإنجليزية)
- فوتس ووكر على موقع بروبوليرز (الإنجليزية)